# Bernard Buffet
Bernard Buffet (10 de juliol de 1928 - 4 d'octubre de 1999) va ser un pintor francès.
Buffet va néixer a París, França, va estudiar art a la École Nationale Supérieure des Beaux-Arts (Escola Nacional de Belles Arts) i va treballar en l'estudi del pintor Eugène Narbonne. Entre els seus companys estaven Maurice Boitel i Louis Vuillermoz.
Contractat en exclusiva per Emmanuel David, després estès a Maurice Garnier, que li garantien exposicions periòdiques, Bufet va produir peces religioses, paisatges, retrats i algunes natures mortes. Buffet es va casar amb l'escriptora i cantant Annabel Schwob. Un deixeble de Buffet, Jean Claude Gaugy, va ser el pare de l'Expressionisme lineal.
Es va suïcidar a casa seva a Tourtour, al sud de França, el 4 d'octubre de 1999. Buffet estava patint de Parkinson i no podia treballar.
Étienne Périer li va dedicar el film Bernard Buffet el 1956. El Museu Bernard Buffet conserva algunes de les seves obres destacades.

## Premis i reconeixements
- 1947 Membre de Salon d'Automne
- 1947 Membre de la Société des Artistes Indépendants
- 1948 co-receptor del Premi de la Crítica amb Bernard Lorjou
- 1950 Premi Puvis de Chavannes
- 1955 First Prize pel Magazine connaissance
- 1973 Oficial de la Legió d'Honor
- 1974 Membre de l'Académie des Beaux-Arts